# Weben

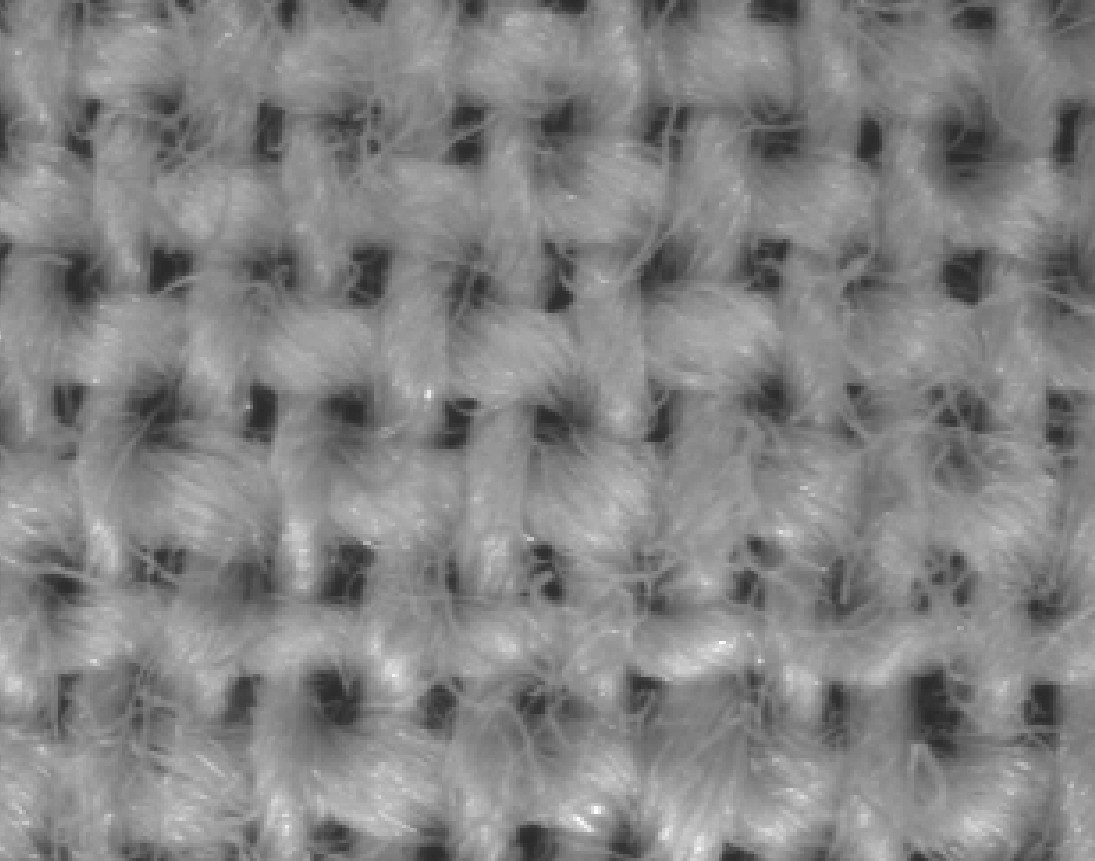
Einfachste Gewebeart in Leinwandbindung

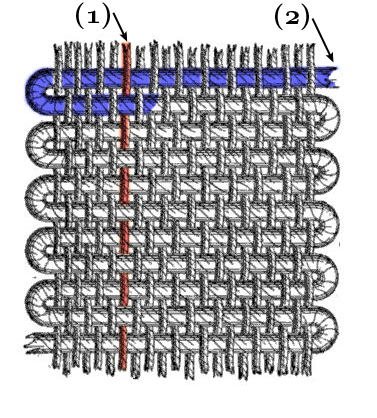
Schemazeichnung der Konstruktion durch Kettfaden (1) und Schussfaden (2)

Das Weben, die Weberei oder Webekunst ist eine der ältesten Techniken der Herstellung textiler Flächengebilde, bei dem mindestens zwei Fadensysteme, die Kette (Kettfaden) und der Schuss (Schussfaden), rechtwinklig verkreuzt werden. Die vorgespannten Kettfäden bilden den Träger, in den nacheinander die Schussfäden von einer Webkante zur anderen durch die gesamte Webbreite eingezogen werden. Das Erzeugnis wird in der Fachsprache als Gewebe bezeichnet, ein Begriff, der sowohl Tuche (umgangssprachlich: „Stoff“) als auch andere Produkte umfasst, wie gewebte Teppiche oder Tapeten.

## Beschreibung
Die Technik des Webens differenziert sich von jener des Flechtens insofern, als die Fäden sich bei letzterer nicht rechtwinklig, sondern diagonal kreuzen. Verwandt, aber nicht identisch mit der Weberei ist auch die Bildwirkerei, bei der die Schussfäden jedoch nicht durch die gesamte Webbreite eingearbeitet, sondern nur bis zum Rand einer vorgegebenen Farbfläche hin- und zurückgewirkt werden.
Die für die Gewebeherstellung erforderliche Vorrichtung ist der Webstuhl. Der ursprüngliche Handwebstuhl wurde im Laufe der Jahrtausende verbessert, ab dem 18. Jahrhundert zunehmend automatisiert und schließlich im Zuge der Industrierevolution durch die Webmaschine ersetzt. Der überaus größte Teil der weltweiten Produktion wird heute maschinell gefertigt.

## Geschichte

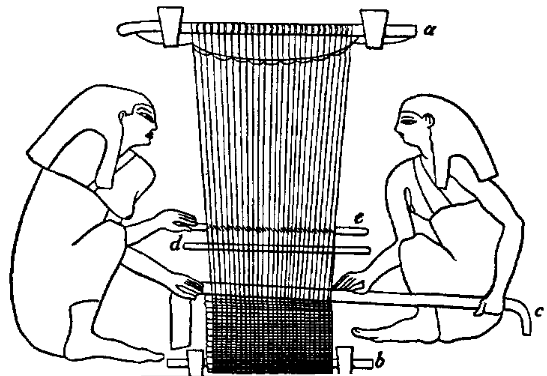
Weben im Alten Ägypten

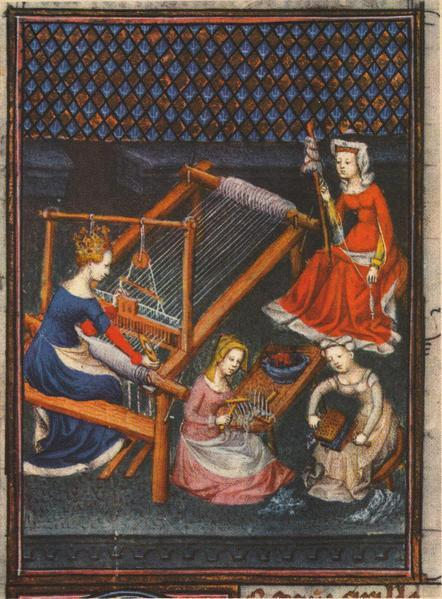
Weben im Europa des 15. Jahrhunderts

Das Weben gehört, nach Holz- und Steinbearbeitung, zu den ältesten Handwerken der Menschheit und gilt bereits seit 32.000 Jahren als nachgewiesen, erheblich länger als die Töpferei. In den Grabkammern des ägyptischen Altertums sind Gewebereste von Gewändern nachgewiesen worden.
Gewichtswebstühle waren spätestens seit dem Neolithikum bekannt. Bei diesen wurden die Kettfäden mit einem Webgewicht an einem horizontalen Balken befestigt und hängen gelassen. Einige Forscher nehmen an, dass bereits im Jungpaläolithikum gewebt wurde, wie Tonabdrücke aus dem mährischen Pavlov belegen sollen. Aus den Feuchtbodensiedlungen der Schweiz ist eine Reihe neolithischer Textilien überliefert, die entweder aus Flachs oder aus Wolle bestehen. Daneben wurde auch Rindenbast (von Linde, Ulme und Eiche) verwendet. Gewichtswebstühle wurden bis ins Mittelalter verwendet. Das Webmaterial der Bronzezeit ist vor allem durch die Funde aus dänischen Baumsärgen bekannt. In Egtved findet sich unter anderem der erste bekannte Minirock der Geschichte.
Gewobene Textilien und Teppiche verhalfen den handelstreibenden Assyrern, Babyloniern und später den Phöniziern zu ihrem Reichtum. Sie konnten ihren technischen Vorsprung in der Textilindustrie in Kleinasien, Persien und Arabien bis ins 13. Jahrhundert hinein behaupten.
Auch die Griechen kannten das Weben. Bei Homer scheinen Weben, Spinnen und die Herstellung von Kleidungsstücken die Hauptbeschäftigung der Frauen gewesen zu sein. Nach anderen Überlieferungen konkurrierte im künstlerischen Bereich die Bildweberei ernsthaft mit der Malerei. Vasenbilder der schwarzfigurigen Zeit belegen auch hier den Gebrauch des Gewichtswebstuhls.
Aus der römischen Kaiserzeit sind Gewebe aus anderen Materialien als Wolle bekannt: ägyptisches und spanisches Leinen und chinesische Seide.
Die Germanen verwendeten sowohl Woll- als auch Leinengarne. Sie woben komplizierte Muster, wie der berühmte Thorsberg-Mantel belegt.
Im frühen Mittelalter und in der romanischen Kunstperiode beherrschte die orientalische Webkunst den Weltmarkt. Sassanidische, sarazenische und byzantinische Seiden- und Wollengewebe waren mit reichen Ornamenten verziert und gearbeitet. Aus ihnen wurden Prunkgewänder für Kaiser, Fürsten, Ritter und den Klerus hergestellt. Ebenfalls über Byzanz kam die Seide nach Europa.
Auch in Europa begann die Weberei als Industriezweig aufzublühen. In Augsburg gab es Mitte des 15. Jahrhunderts eine Weberzunft mit über 700 Mitgliedern. Vielerorts, so etwa im Mühlviertel, wurden in den Gemeinden mit einem hohen Anteil von Webern, oftmals die Hälfte der Bevölkerung, eigene Webermärkte abgehalten. Eines der wichtigsten Zentren der traditionellen Leinenweberei in Württemberg war Laichingen, als auch Bielefeld war als Leinenstadt bekannt.
Vielerorts in Deutschland entstanden dann über Jahrhunderte hinweg sogenannte Hauswebereien, die eine zusätzliche kärgliche Erwerbsquelle in Heimarbeit ermöglichten. Das Verlagssystem und Faktoreien waren Partner der Hausweber. Sie gaben die Aufträge und verkauften den Webern das Garn und kauften die fertige Ware zurück. Mit der industriellen Weberei verschwanden die Hauswebereien.

## Werkzeuge

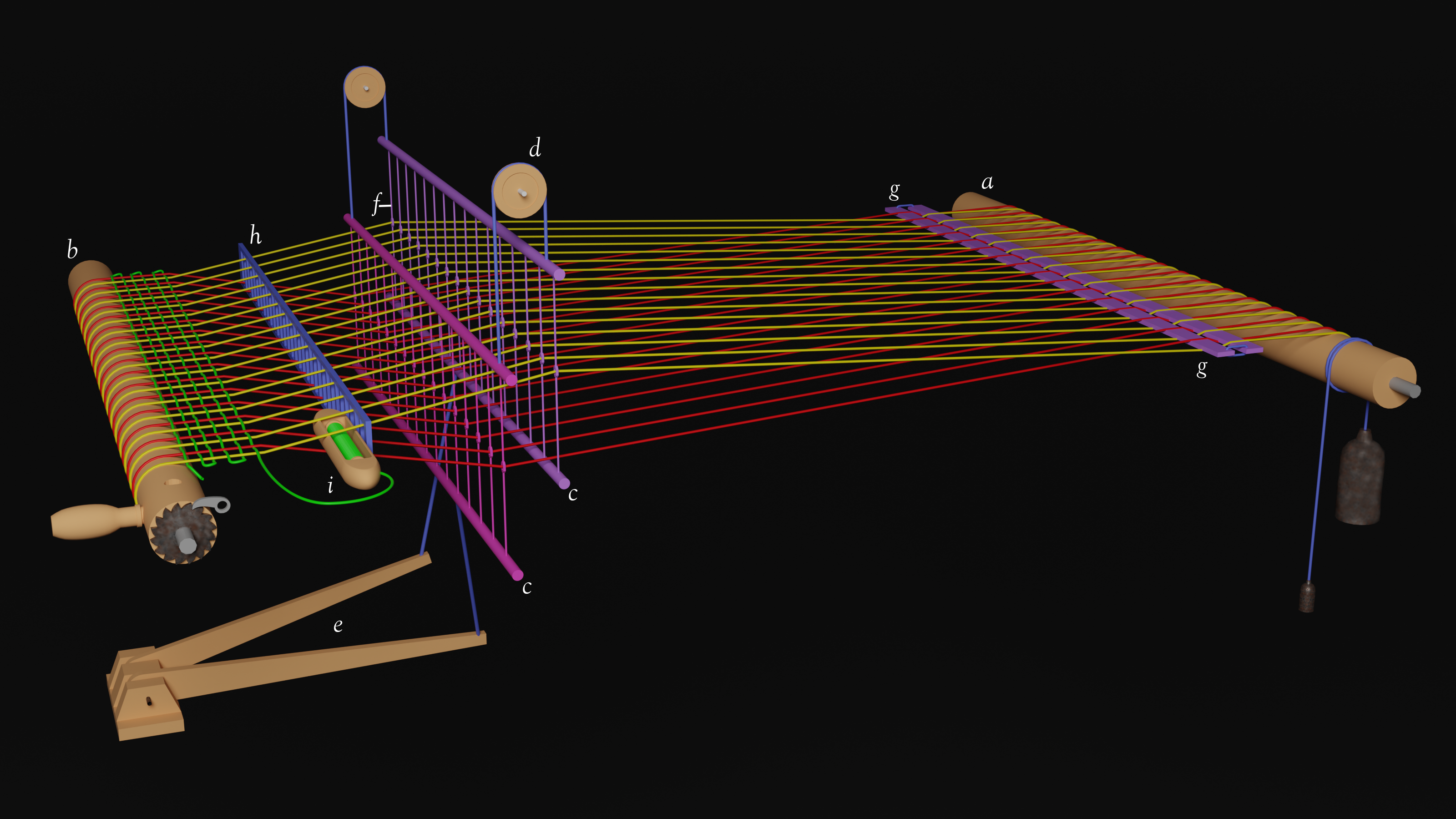
Funktionsschema eines Flachwebstuhls

Jahrtausendelang wurden weltweit Varianten des einfachen Webstuhls mit vertikaler Kette (Hochwebstuhl) verwendet. Erst durch die Erfindung des Webstuhls mit horizontaler Kette (Flachwebstuhl) im hohen Mittelalter fand eine Veränderung der Produktionstechnik statt. Einer der Vorläufer des mechanischen Webstuhls war die um 1600 entwickelte, in der Bandweberei gebräuchliche sogenannte Bandmühle. Durch sie war es möglich, zwanzig oder mehr Bänder gleichzeitig auf einem Webstuhl zu weben.
Erst im 18. Jahrhundert wurde der Webstuhl wesentlich weiterentwickelt. So wurde zu dieser Zeit von John Kay der so genannte Schnellschützen zur automatischen Bewegung des Schützen erfunden. Der erste mechanische Webstuhl wurde 1784 vom Geistlichen Edmond Cartwright erbaut. Eine weitere revolutionäre Neuerung wurde durch den Lyoner Seidenweber J.M. Jacquard eingeführt. Bei seinem 1805 erbauten Webstuhl können die Kettfäden mit Hilfe von Lochkarten gezielt einzeln gehoben und gesenkt werden, wodurch es möglich wurde, großflächig gemusterte Stoffe zu weben. Hierdurch wurde eine unbegrenzte Musterungsvielfalt gegenüber der begrenzten Bindungsmuster in der Schaftweberei möglich.
Die mechanischen Webstühle wurden über Transmissionen durch Dampfmaschinen und mitunter auch durch Wasserräder angetrieben. Der erste elektrische Antrieb für einen mechanischen Webstuhl wurde 1879 von W. von Siemens auf der Berliner Gewerbeausstellung vorgestellt.

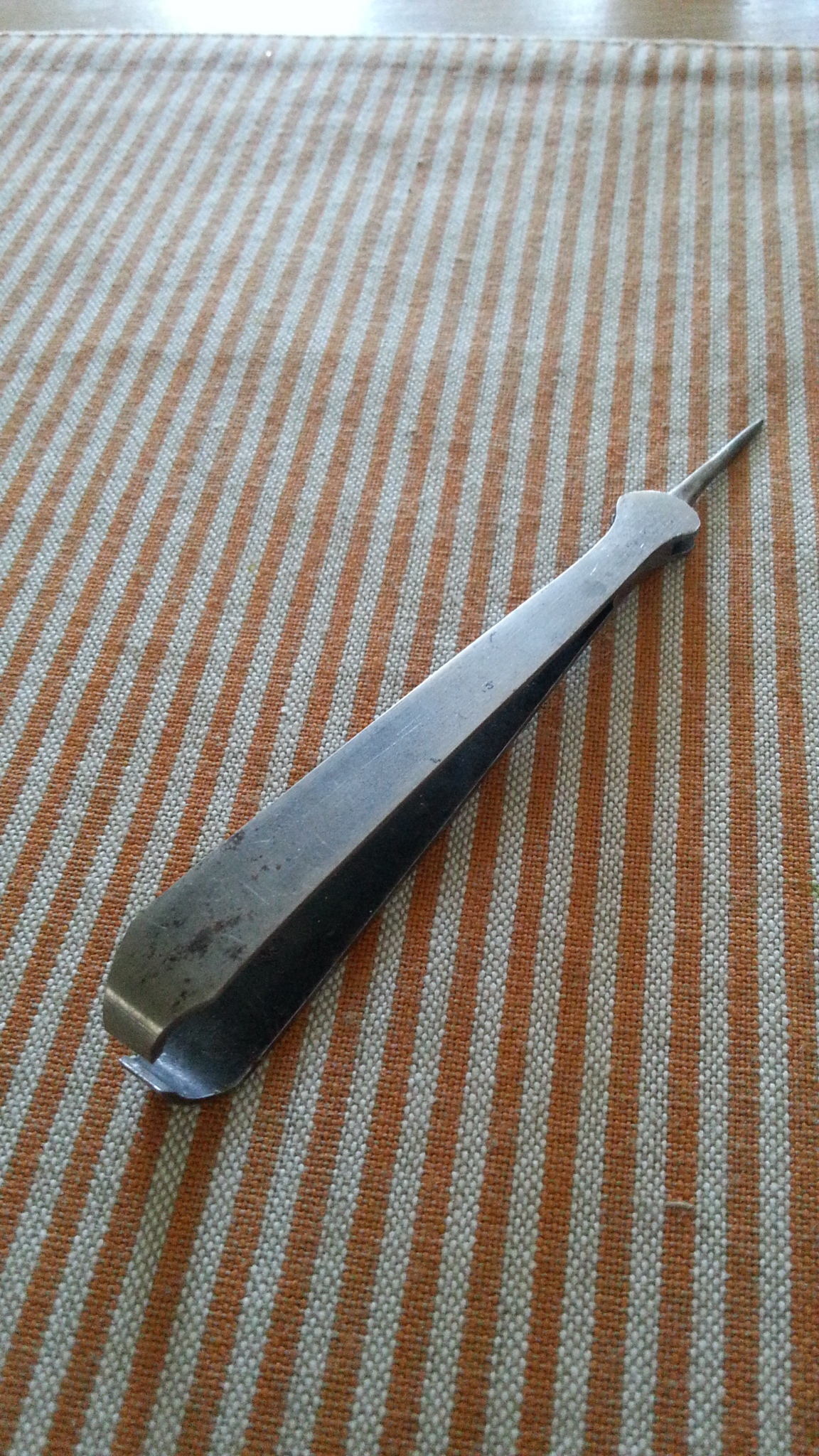
Putzeisen

Für das Ausbessern − das sogenannte Putzen − von gelegentlich entstehenden Webfehlern werden kleine Werkzeuge wie die Putznadel, Putzschere und Putzeisen eingesetzt. Von diesen eignet sich das Putzeisen, Standardgröße 13 cm, mit seiner scharfen Schneide besonders zum Abknipsen dünner Fäden und mit der anderen Seite zum Durchstecken eingewebter Knoten auf die Rückseite des Gewebes.

## Weben heute
Das Handweben wird im 21. Jahrhundert meist als Kunsthandwerk betrieben, aber findet auch Anwendung in der Ergotherapie, sowohl an Tischwebrahmen als auch an Webstühlen.

## Museen, Bildung und Kultur
Fast jedes Textilmuseum zeigt einen oder mehrere Webstühle. Auch in vielen Heimatmuseen, Industriemuseen und Bildungseinrichtungen befinden sich alte Webstühle. Manche Museen sind auf bestimmte Webprodukte spezialisiert. So zeigt das Textilmuseum Mindelheim eine der größten öffentlich zugänglichen Sammlungen von Paramenten und anderen kirchlichen Textilien; das Haus der Seidenkultur in Krefeld präsentiert das Thema Seidenweberei.
- Im Kloster Zinna befindet sich die Manufaktur der Weberkolonie.

- In Bocholt (bei Münster, NRW) zeigt das Textilmuseum Bocholt eine Vielzahl von Webstühlen.

- In der Tuchfabrik Müller (LVR-Industriemuseum) in Euskirchen werden u. a. vier schwere Webstühle (von den Firmen Schönherr, Chemnitz und Großenhainer Webstuhl- und Maschinenfabrik AG – beides Sachsen) für Wollgewebe in Betrieb vorgeführt.

- Im Staatlichen Textil- und Industriemuseum Augsburg (tim) erleben Besucher voll funktionstüchtige Webmaschinen. Historische Modelle (ab den 1880er Jahren) produzieren neben modernen High-Tech-Maschinen von heute.

- im Heimatmuseum Greiz (Thüringen) befindet sich eine 'Textilschauwerkstatt', in der die Geschichte der Kammgarnweberei in Greiz und Umgebung dokumentiert und an Maschinen vorgeführt wird.[3]

- In Haslach an der Mühl im Mühlviertel (Oberösterreich) gibt es ein Webereimuseum, eine Textilfachschule sowie den Kulturverein Textile Kultur Haslach, der neben einem Textilsymposium und Webkursen alljährlich einen Webermarkt veranstaltet.

- Hinsbeck (NRW): Textilmuseum Die Scheune

- Das Textilmuseum der Brennet AG in Wehr-Brennet zeigt, neben einer sehenswerten Ausstellung im Bereich der Weberei, viele Impressionen über die Textilbranche in Deutschland im 20. Jahrhundert.

- das Maschenmuseum stellt die Geschichte der Maschenindustrie im Raum Albstadt (etwa auf halbem Weg zwischen Stuttgart und dem Bodensee) von 1750 bis heute dar. Es ist in einem ehemaligen Gebäude der Textilmaschinenfabrik Mayer & Cie, also in einem Industriedenkmal.[4]

- In Neumünster ist das Tuch + Technik Textilmuseum.

- Im Deutschen Damast- und Frottiermuseum in Großschönau wird die Tradition und Geschichte der Damast- und Frottierwarenweberei in der Lausitz an Maschinen und Geräten dokumentiert.[5]

- Im Brandenburgischen Textilmuseum Forst (Lausitz) wird im Gebäude einer ehemaligen Textilfabrik die Tuchherstellung gezeigt, die in einer Schauwerkstatt an funktionierenden historischen Maschinen die Tuchherstellung live erleben lässt.[6]

- Das Sächsische Industriemuseum Chemnitz zeigt in Crimmitschau in der ehemaligen Tuchweberei Pfau den Weg von der gewaschenen Rohwolle bis zum fertigen Tuch an original erhaltenen Maschinen live vorgeführt. In Chemnitz werden im Museum unter anderem ebenfalls Textilmaschinen gezeigt, außerdem eine noch mit Dampf funktionierende Dampfmaschine.[7]

- In der Leinenweberstadt Laichingen auf der Schwäbischen Alb befindet sich ein Heimat- und Webereimuseum mit Informationen zum Flachsanbau und zur Flachsverarbeitung, zum Weben mit dem Handwebstuhl sowie Muster alter Handwerkskunst aus der Tradition der Laichinger Bettwäscheherstellung.

- In Schwielowsee (Geltow) bei Berlin ist die Handweberei „Henni Jaensch-Zeymer“. Die seit 1927 existierende Werkstatt ist Produktionsstätte und Museum zugleich. An 200 bis 300 Jahre alten Handwebstühlen kann man den gesamten Herstellungsprozess beobachten, siehe Aktives Handweberei-Museum „Henni Jaensch-Zeymer“.

- Schweiz: Textilmuseum St. Gallen
- In Wegscheid (Niederbayern) überlebte als letzter der Handwerksbetrieb F. X. Moser. Im Jahr 2023 arbeiten fünf Weberinnen in dem Familienbetrieb an vierzehn Webstühlen, der älteste 160 Jahre alt. Besucher können das Weben des Stoffes für die Passauer Goldhaube sehen.[8]